# Rétaud
Rétaud est une commune du sud-ouest de la France, située dans le département de la Charente-Maritime (région Nouvelle-Aquitaine).
Ses habitants sont appelés les Rétaudais et les Rétaudaises.

## Géographie

### Description
La commune de Rétaud se situe dans le centre du département de la Charente-Maritime, en région Nouvelle-Aquitaine, dans l'ancienne province de Saintonge, à 6 km au sud-ouest de Saintes.
Appartenant au « midi atlantique », elle est- située au cœur de l'arc atlantique.

### Communes limitrophes
| Pisany  | Varzay                  | Chermignac |
| Thézac  | Rétaud                  | Thénac     |
| Meursac | Montpellier-de-Médillan | Rioux      |

## Urbanisme

### Typologie
Au 1er janvier 2024, Rétaud est catégorisée commune rurale à habitat dispersé, selon la nouvelle grille communale de densité à 7 niveaux définie par l'Insee en 2022.
Elle est située hors unité urbaine. Par ailleurs la commune fait partie de l'aire d'attraction de Saintes, dont elle est une commune de la couronne,. Cette aire, qui regroupe 62 communes, est catégorisée dans les aires de 50 000 à moins de 200 000 habitants,.

### Occupation des sols
L'occupation des sols de la commune, telle qu'elle ressort de la base de données européenne d’occupation biophysique des sols Corine Land Cover (CLC), est marquée par l'importance des territoires agricoles (76,9 % en 2018), une proportion sensiblement équivalente à celle de 1990 (77,7 %). La répartition détaillée en 2018 est la suivante : 
terres arables (52,9 %), zones agricoles hétérogènes (23 %), forêts (18,7 %), milieux à végétation arbustive et/ou herbacée (2,3 %), zones urbanisées (2,2 %), cultures permanentes (0,9 %). L'évolution de l’occupation des sols de la commune et de ses infrastructures peut être observée sur les différentes représentations cartographiques du territoire : la carte de Cassini (XVIIIe siècle), la carte d'état-major (1820-1866) et les cartes ou photos aériennes de l'IGN pour la période actuelle (1950 à aujourd'hui).

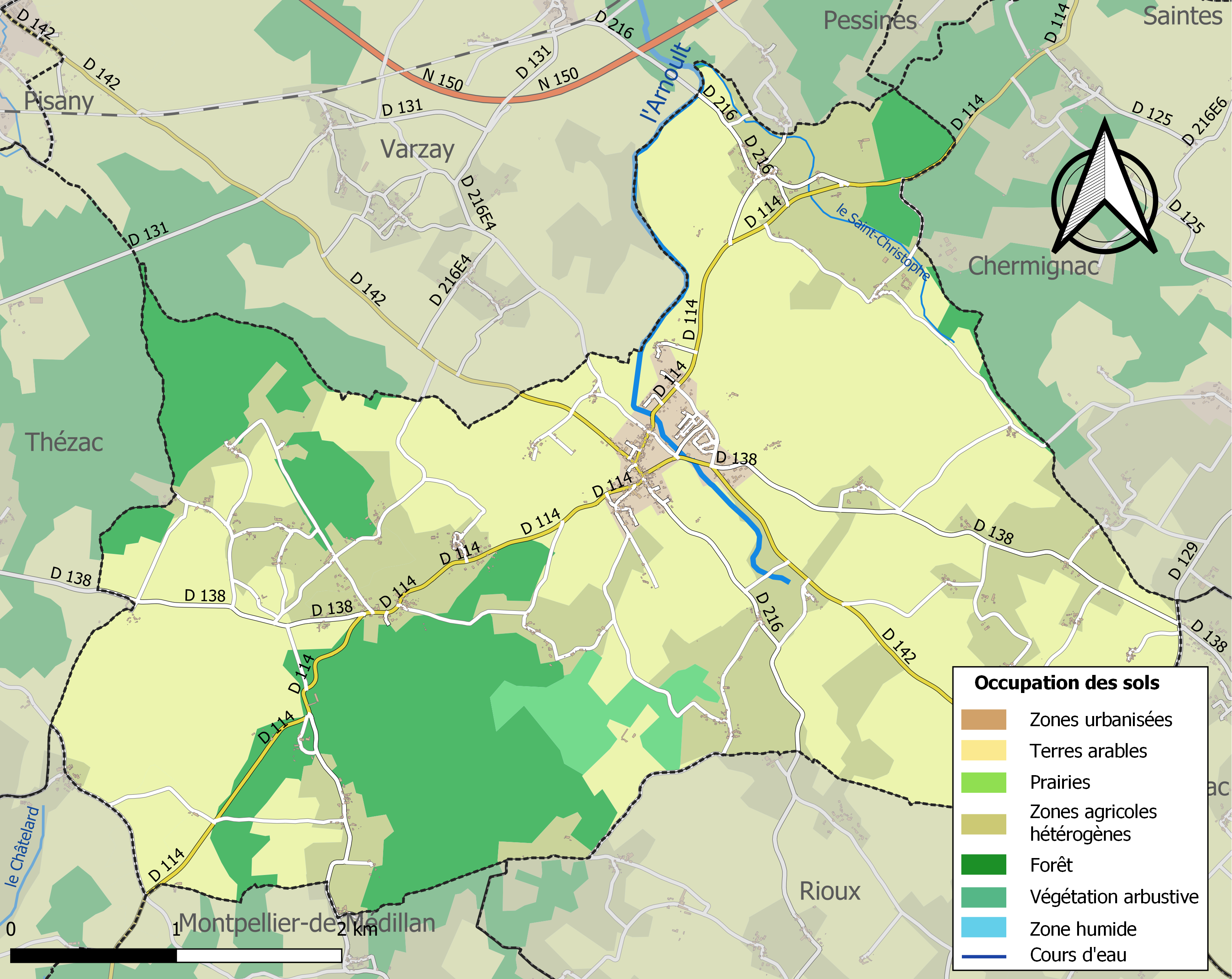
Carte des infrastructures et de l'occupation des sols de la commune en 2018 (CLC).

### Habitat et logement
En 2018, le nombre total de logements dans la commune était de 553, alors qu'il était de 538 en 2013 et de 499 en 2008.
Parmi ces logements, 85,1 % étaient des résidences principales, 8,7 % des résidences secondaires et 6,2 % des logements vacants. Ces logements étaient pour 98,5 % d'entre eux des maisons individuelles et pour 1,1 % des appartements.
Le tableau ci-dessous présente la typologie des logements à Rétaud en 2018 en comparaison avec celle de la Charente-Maritime et de la France entière. Une caractéristique marquante du parc de logements est ainsi une proportion de résidences secondaires et logements occasionnels (8,7 %) inférieure à celle du département (22,1 %) et  à celle de la France entière (9,7 %). Concernant le statut d'occupation de ces logements, 84,6 % des habitants de la commune sont propriétaires de leur logement (81,3 % en 2013), contre 65,2 % pour la Charente-Maritime et 57,5 % pour la France entière.
| Typologie                                               | Rétaud | Charente-Maritime | France entière |
| ------------------------------------------------------- | ------ | ----------------- | -------------- |
| Résidences principales (en %)                           | 85,1   | 70,7              | 82,1           |
| Résidences secondaires et logements occasionnels (en %) | 8,7    | 22,1              | 9,7            |
| Logements vacants (en %)                                | 6,2    | 7,1               | 8,2            |

### Risques majeurs
Le territoire de la commune de Rétaud est vulnérable à différents aléas naturels : météorologiques (tempête, orage, neige, grand froid, canicule ou sécheresse), inondations, mouvements de terrains et séisme (sismicité faible). Il est également exposé à un risque technologique, le transport de matières dangereuses. Un site publié par le BRGM permet d'évaluer simplement et rapidement les risques d'un bien localisé soit par son adresse soit par le numéro de sa parcelle.

#### Risques naturels
Certaines parties du territoire communal sont susceptibles d’être affectées par le risque d’inondation par débordement de cours d'eau, notamment l'Arnoult. La commune a été reconnue en état de catastrophe naturelle au titre des dommages causés par les inondations et coulées de boue survenues en 1982, 1999 et 2010,.

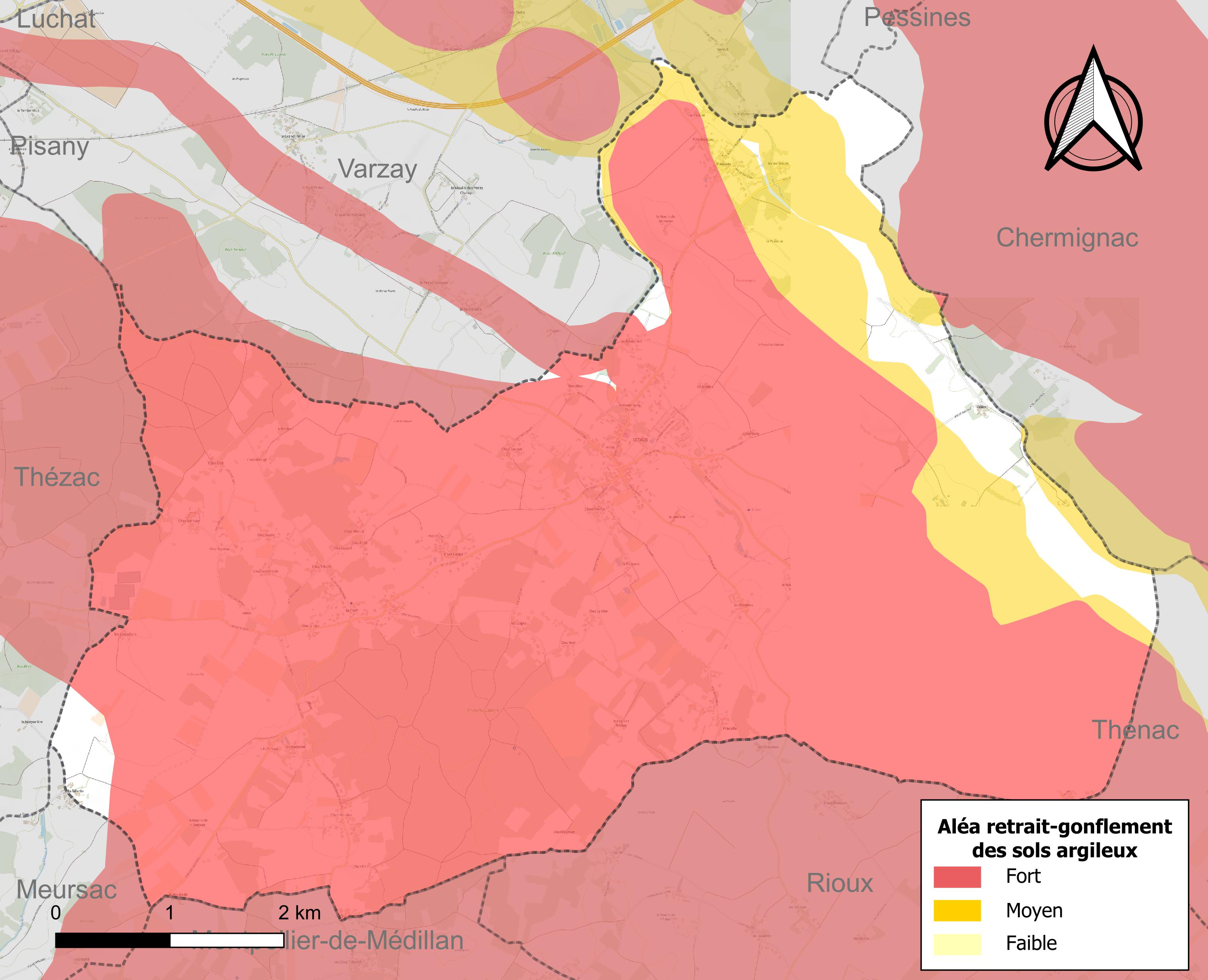
Carte des zones d'aléa retrait-gonflement des sols argileux de Rétaud.

Les mouvements de terrains susceptibles de se produire sur la commune sont des tassements différentiels.
Le retrait-gonflement des sols argileux est susceptible d'engendrer des dommages importants aux bâtiments en cas d’alternance de périodes de sécheresse et de pluie. 93,9 % de la superficie communale est en aléa moyen ou fort (54,2 % au niveau départemental et 48,5 % au niveau national). Sur les 576 bâtiments dénombrés sur la commune en 2019, 551 sont en aléa moyen ou fort, soit 96 %, à comparer aux 57 % au niveau départemental et 54 % au niveau national. Une cartographie de l'exposition du territoire national au retrait gonflement des sols argileux est disponible sur le site du BRGM,.
Par ailleurs, afin de mieux appréhender le risque d’affaissement de terrain, l'inventaire national des cavités souterraines permet de localiser celles situées sur la commune.
Concernant les mouvements de terrains, la commune a été reconnue en état de catastrophe naturelle au titre des dommages causés par la sécheresse en 2003, 2005 et 2011 et par des mouvements de terrain en 1999 et 2010.

#### Risques technologiques
Le risque de transport de matières dangereuses sur la commune est lié à sa traversée par une ou des infrastructures routières ou ferroviaires importantes ou la présence d'une canalisation de transport d'hydrocarbures. Un accident se produisant sur de telles infrastructures est susceptible d’avoir des effets graves sur les biens, les personnes ou l'environnement, selon la nature du matériau transporté. Des dispositions d’urbanisme peuvent être préconisées en conséquence.

## Politique et administration

### Rattachements administratifs et électoraux

#### Rattachements administratifs
La commune se trouve dans l'arrondissement de Saintes du département de la Charente-Maritime
Elle faisait partie depuis 1801 du canton de Gémozac. Dans le cadre du redécoupage cantonal de 2014 en France, cette circonscription administrative territoriale a disparu, et le canton n'est plus qu'une circonscription électorale.

#### Rattachements électoraux
Pour les élections départementales, la commune fait partie depuis 2014 du canton de Thénac
Pour l'élection des députés, elle fait partie de la quatrième circonscription de la Charente-Maritime.

### Intercommunalité
Rétaud est membre de la communauté de communes de Gémozac et de la Saintonge Viticole, un établissement public de coopération intercommunale (EPCI) à fiscalité propre créé fin 1995  et auquel la commune a transféré un certain nombre de ses compétences, dans les conditions déterminées par le code général des collectivités territoriales.

### Liste des maires
| Période                                  | Période                        | Identité            | Étiquette   | Qualité |
| ---------------------------------------- | ------------------------------ | ------------------- | ----------- | --- |
| Les données manquantes sont à compléter. |                                |                     |             | |
|                                          |                                | Jules Couché        |             | |
| 1908                                     |                                | Ernest Albert-Favre | URD         | Inspecteur de l'Assistance publique de la Seine Député de la Charente-Inférieure (1914 → 1924) Sous-Secrétaire d’État à l'Intérieur (1917 → 1920) |
| 1918                                     | après 1943                     | Ernest Albert-Favre | URD         | Inspecteur de l'Assistance publique de la Seine Député de la Charente-Inférieure (1914 → 1924) Sous-Secrétaire d’État à l'Intérieur (1917 → 1920) Conseiller général de Gémozac (1919 → 1931 et 1937 → 1940) Nommé conseiller départemental par le régime de Vichy en 1943 |
| Les données manquantes sont à compléter. |                                |                     |             | |
| 1995                                     | mai 2020                       | Michel Pelletier    | PS puis DVG | Professeur retraité |
| mai 2020                                 | octobre 2020                   | Bruno Labbé         |             | Responsable d'agence immobilière Démissionnaire |
| octobre 2020                             | automne 2022                   | Michel Pelletier    |             | Professeur retraité |
| novembre 2022                            | En cours (au 16 décembre 2022) | Michel Pelletier    |             | |

## Équipements et services publics

### Enseignement
Pour l'année scolaire 20212022, l'école primaire de Rétaud scolarise 97 enfants répartis dans 4 classes. Elle est dotée d'une cantine et d'un accueil périscolaire.

## Démographie

### Évolution démographique
L'évolution du nombre d'habitants est connue à travers les recensements de la population effectués dans la commune depuis 1793. Pour les communes de moins de 10 000 habitants, une enquête de recensement portant sur toute la population est réalisée tous les cinq ans, les populations de référence des années intermédiaires étant quant à elles estimées par interpolation ou extrapolation. Pour la commune, le premier recensement exhaustif entrant dans le cadre du nouveau dispositif a été réalisé en 2006.

En 2022, la commune comptait 1 057 habitants, en évolution de −1,49 % par rapport à 2016 (Charente-Maritime : +4,04 %, France hors Mayotte : +2,11 %).
| 1793  | 1800  | 1806  | 1821  | 1831  | 1836  | 1841  | 1846  | 1851  |
| ----- | ----- | ----- | ----- | ----- | ----- | ----- | ----- | ----- |
| 1 132 | 1 135 | 1 024 | 1 050 | 1 139 | 1 112 | 1 133 | 1 203 | 1 224 |

| 1856  | 1861  | 1866  | 1872  | 1876  | 1881  | 1886  | 1891 | 1896 |
| ----- | ----- | ----- | ----- | ----- | ----- | ----- | ---- | ---- |
| 1 171 | 1 164 | 1 138 | 1 047 | 1 050 | 1 054 | 1 046 | 954  | 918  |

| 1901  | 1906  | 1911  | 1921 | 1926 | 1931 | 1936 | 1946 | 1954 |
| ----- | ----- | ----- | ---- | ---- | ---- | ---- | ---- | ---- |
| 1 014 | 1 023 | 1 060 | 929  | 934  | 865  | 798  | 819  | 782  |

| 1962 | 1968 | 1975 | 1982 | 1990 | 1999 | 2006 | 2011  | 2016  |
| ---- | ---- | ---- | ---- | ---- | ---- | ---- | ----- | ----- |
| 745  | 739  | 650  | 740  | 805  | 869  | 908  | 1 062 | 1 073 |

| 2021  | 2022  | - | - | - | - | - | - | - |
| ----- | ----- | - | - | - | - | - | - | - |
| 1 058 | 1 057 | - | - | - | - | - | - | - |

## Culture locale et patrimoine

### Lieux et monuments
- L'église Saint-Trojan de Rétaud du XIIe siècle, classée Monument Historique en 1862[27], se trouve sur l'un des Chemins de Compostelle.
Son clocher pentagonal est remarquable[28]

L'église Saint-Trojan
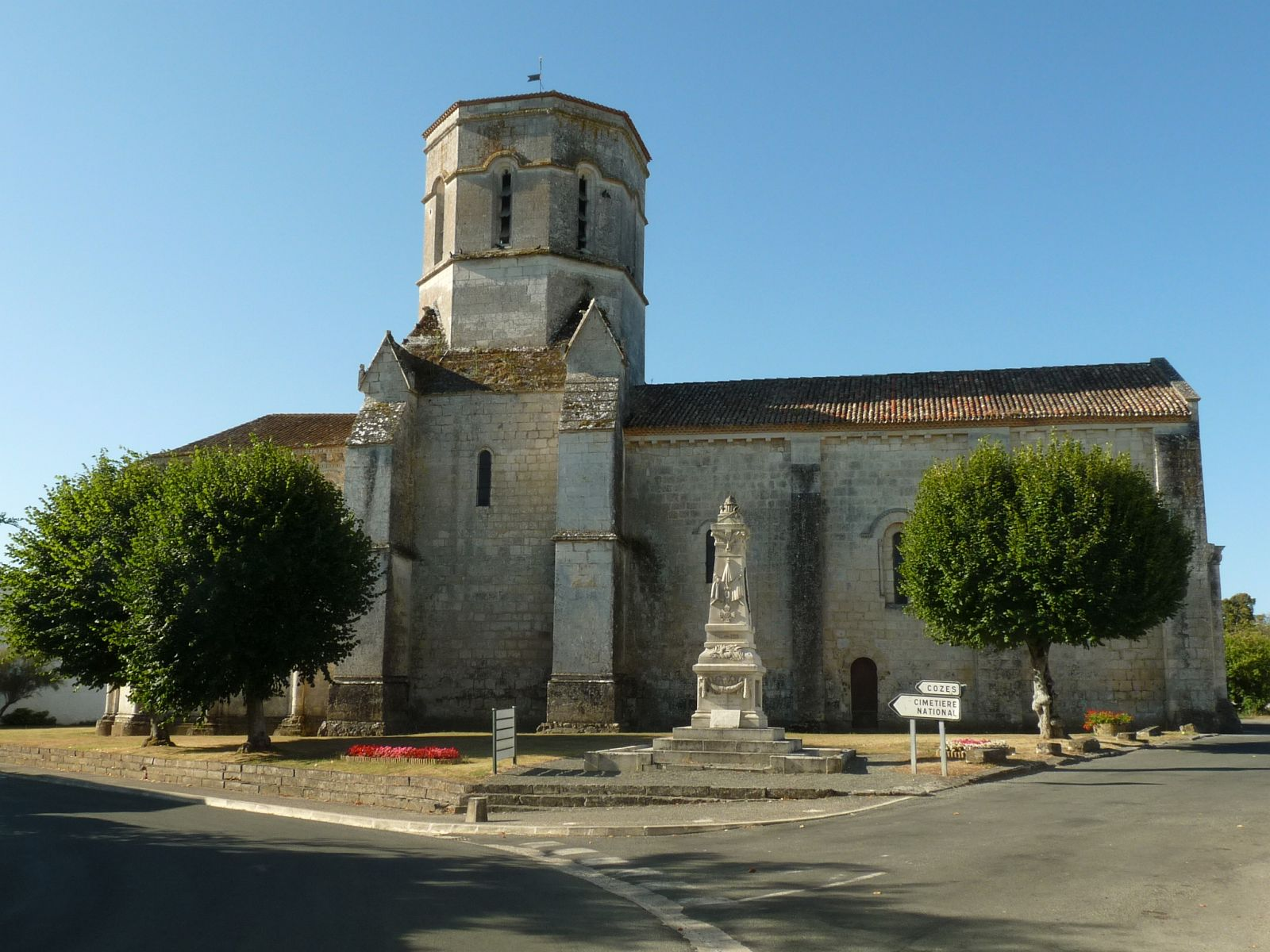
Église Saint-Trojan.
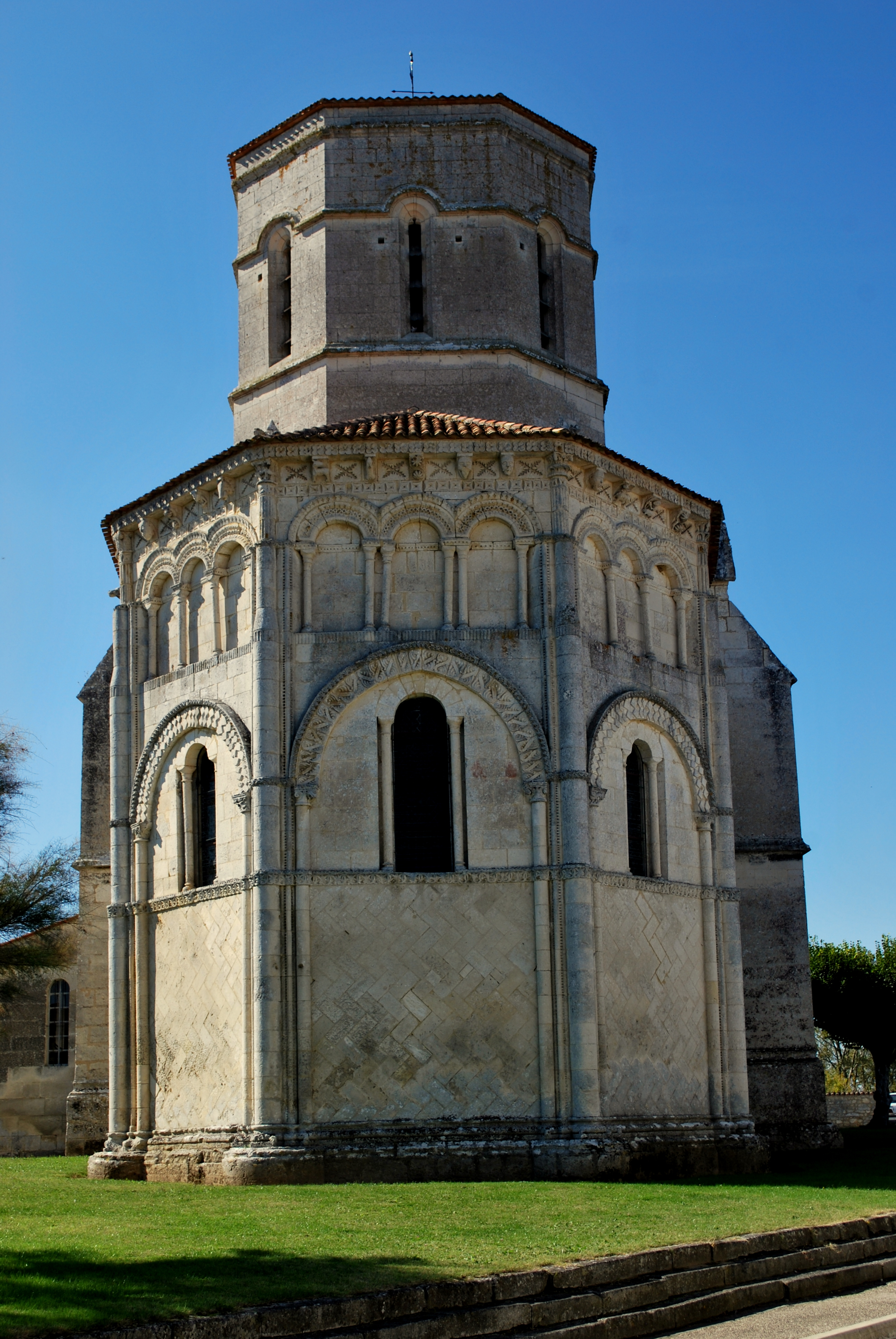
Clocher et chevet
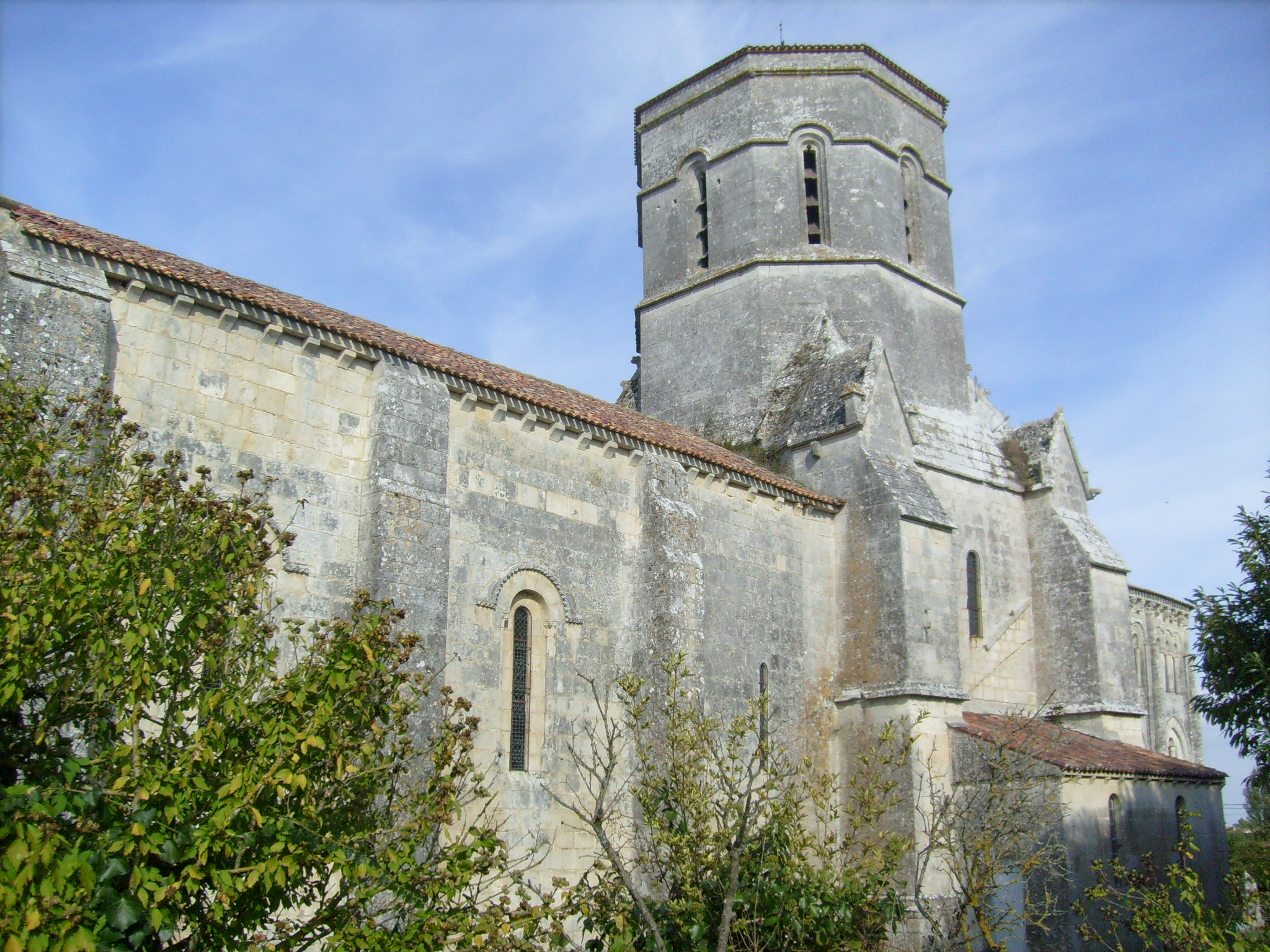
Vue latérale de l'église.
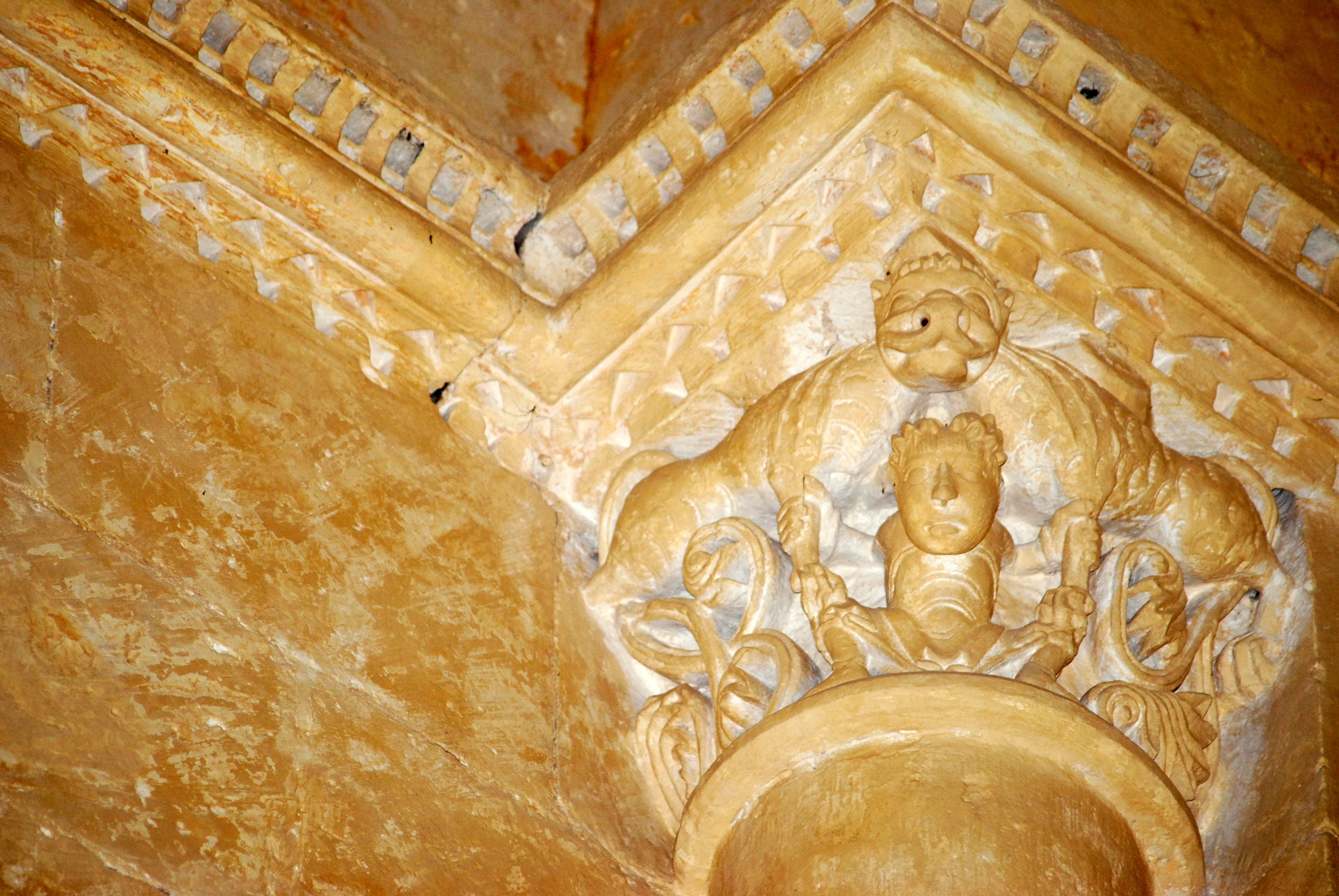
L'un des chapiteaux
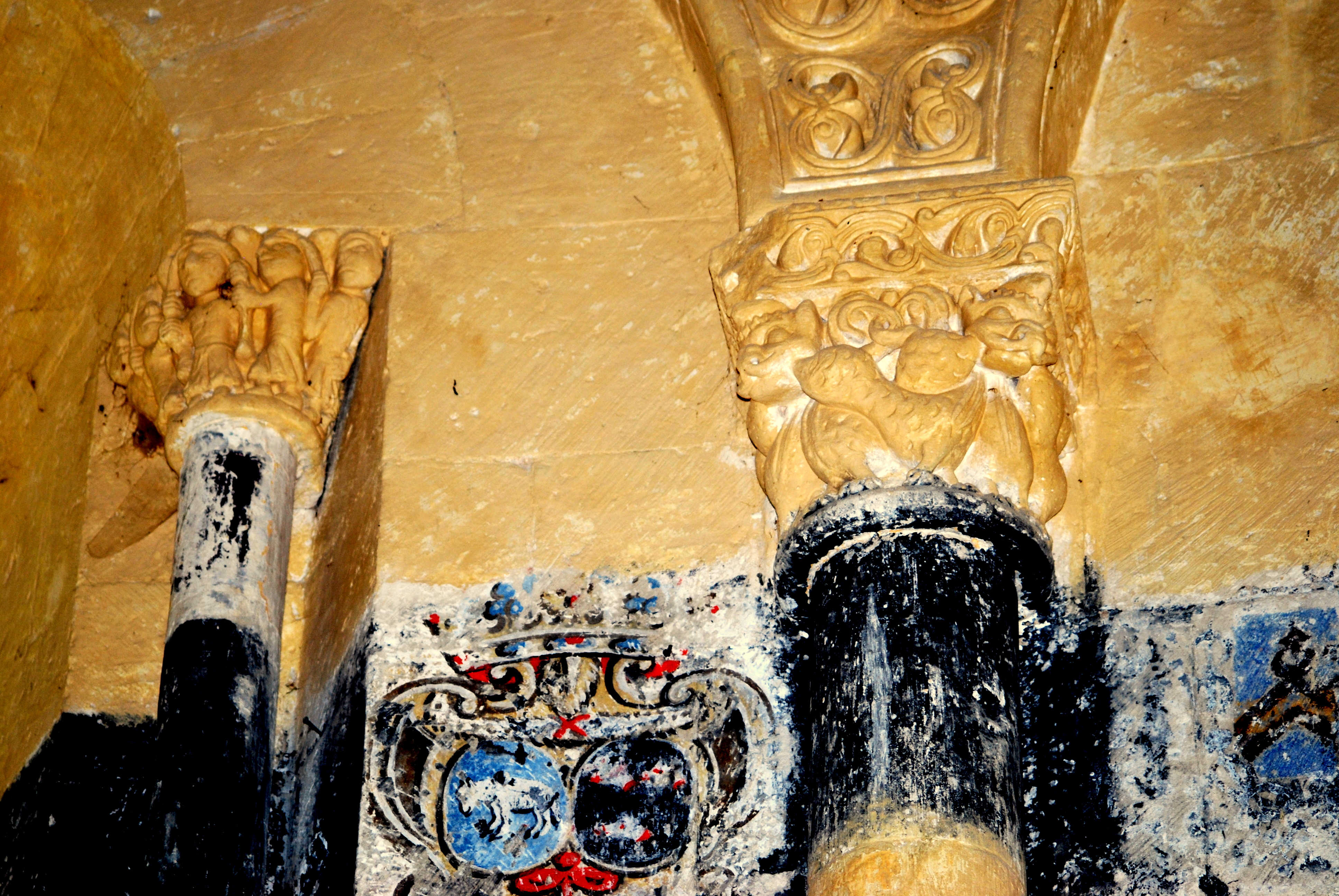
Baie axiale

- La mairie, édifiée en 1905 à l'emplacement d'anciennes halles sur l'initiative du maire de l'époque, le docteur Ernest Albert-Favre[28]

- Le château de Chatenet, dont le donjon a été classé en 1942, et le reste du château inscrit la même année[29].
- Le logis de Vallade daté de 1746, a été inscrit monument historique en 1992[30].
- Le logis de Rétaud, de la fin du XIXe siècle[28]
- Le portail de l'école (ancien manoir Million) a été inscrit monument historique en 1931[31]. La cour de l'école comporte également un cadran solaire, classé monument historique depuis 1938[32].

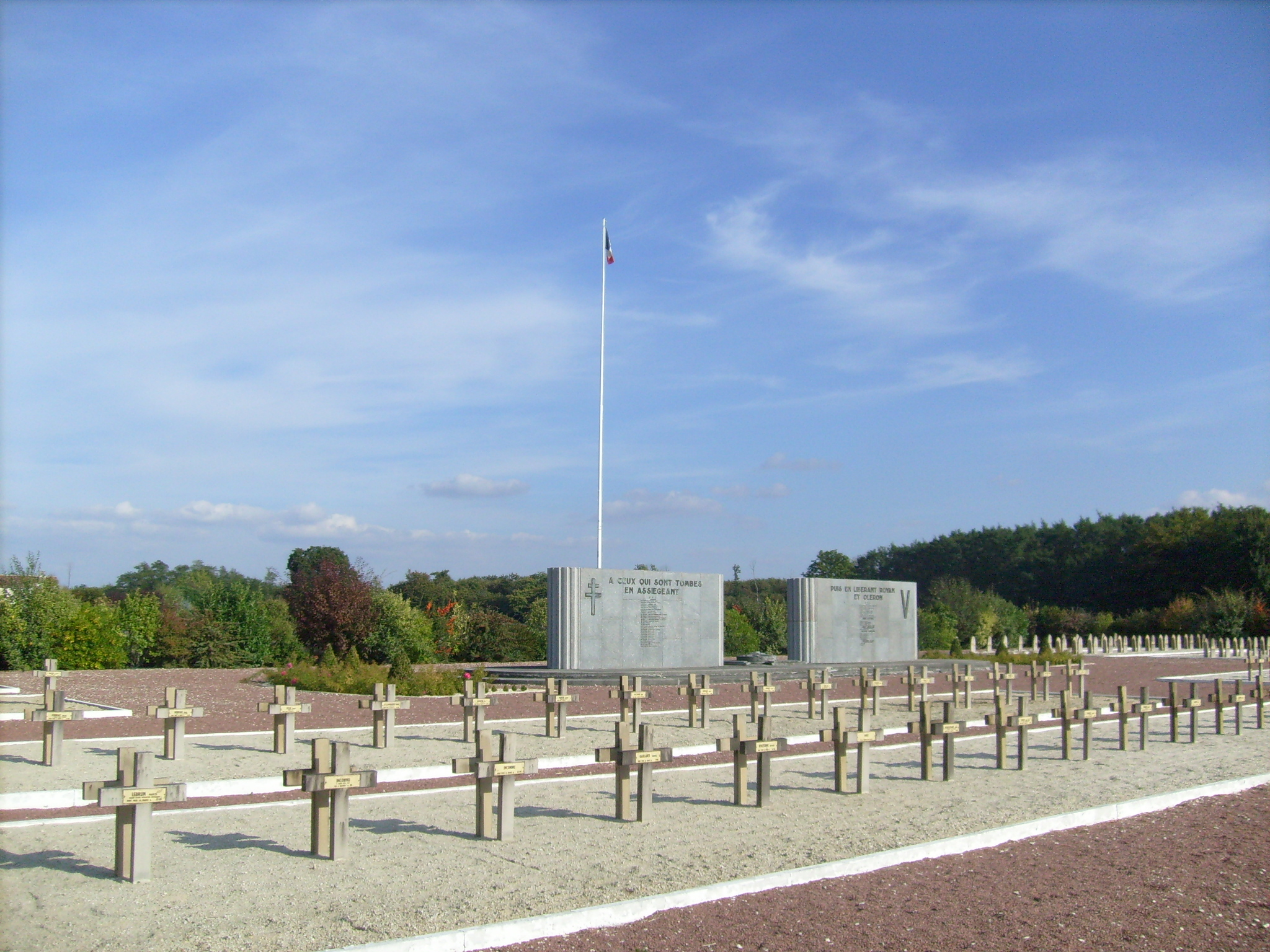
Nécropole nationale de Rétaud.

- La nécropole nationale de Rétaud, un cimetière déclaré cimetière national le 3 mars 1950, abrite 330 tombes dont 129 stèles musulmanes, des morts à la suite des combats de l'armée constituée pour libérer Royan puis La Rochelle sous les ordres du général de Larminat, qui se battra jusqu'au 8 mai 1945.
Cette armée était constituée de l'armée d'Afrique renforcée de 1 800 hommes du maquis de Bir Hacheim. Ce cimetière complète le cimetière national de deux hectares qui comporte 2 255 sépultures de soldats et de résistants de la Seconde Guerre mondiale situé au Mémorial de la Résistance de La Rochefoucauld.

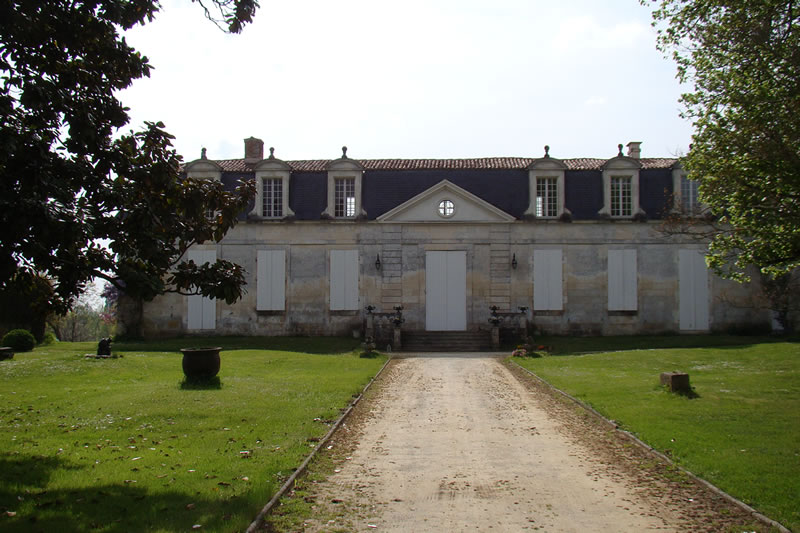
Le logis de Valade
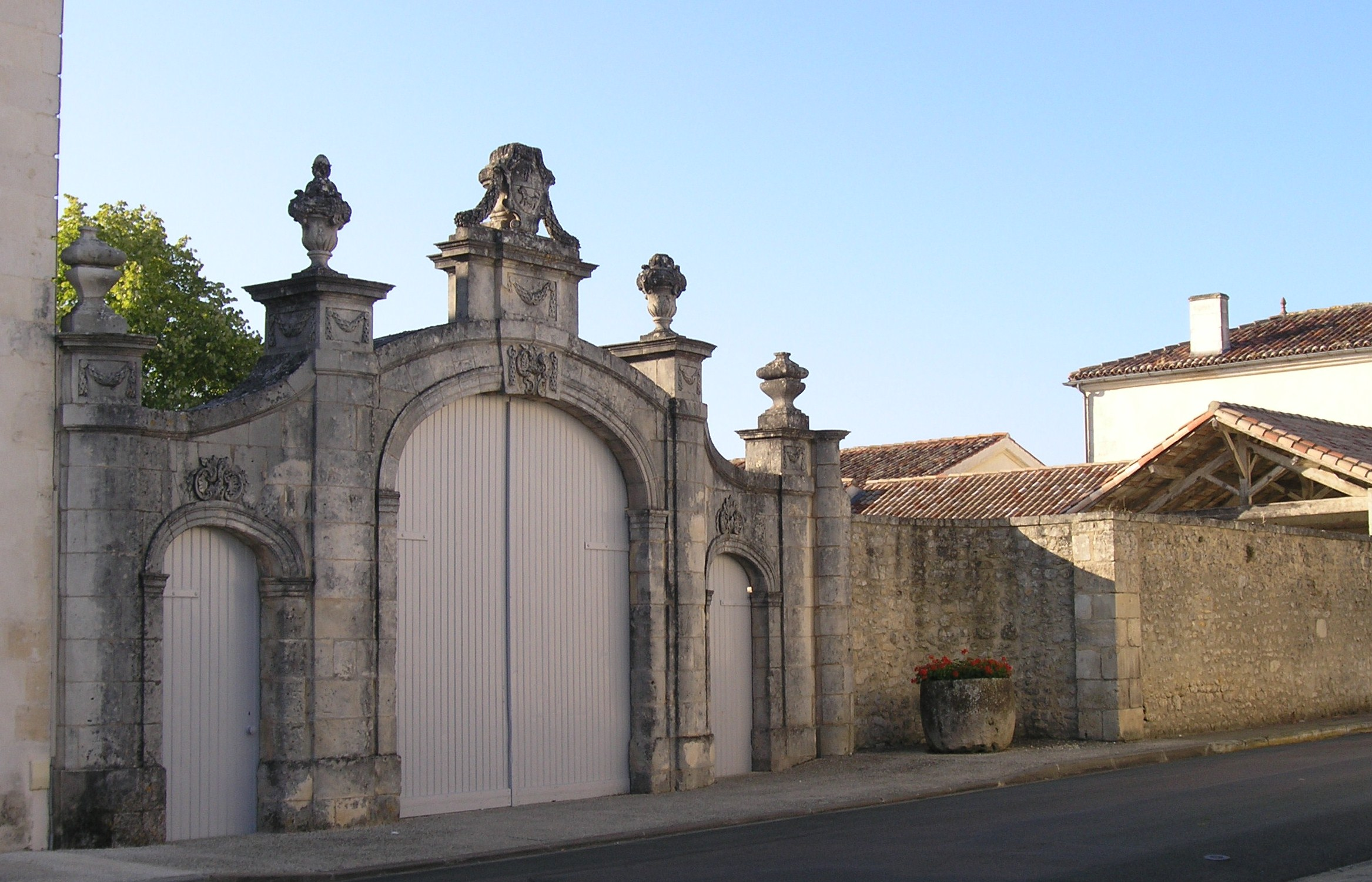
Le portail de l'école.
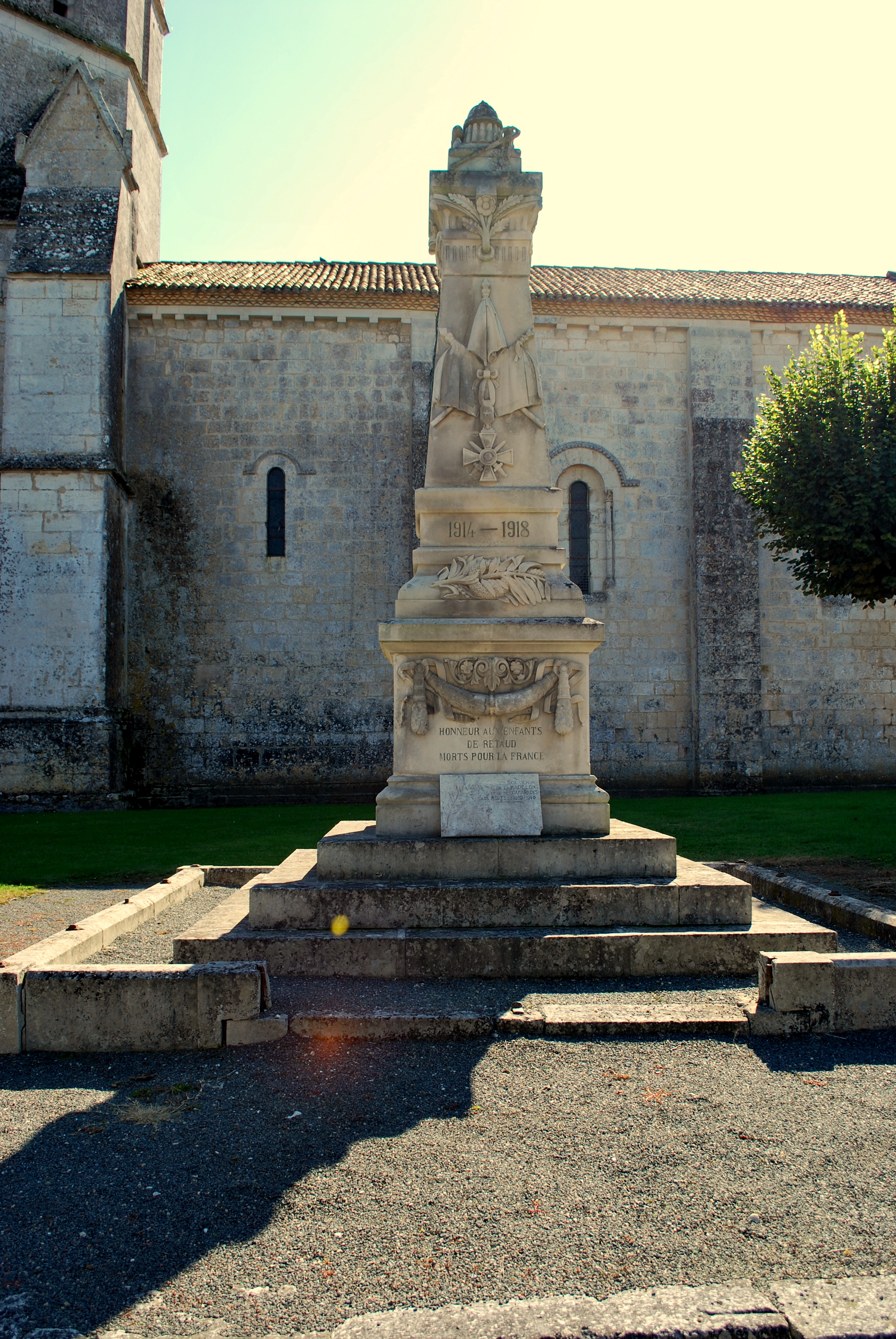
Le monument aux morts...
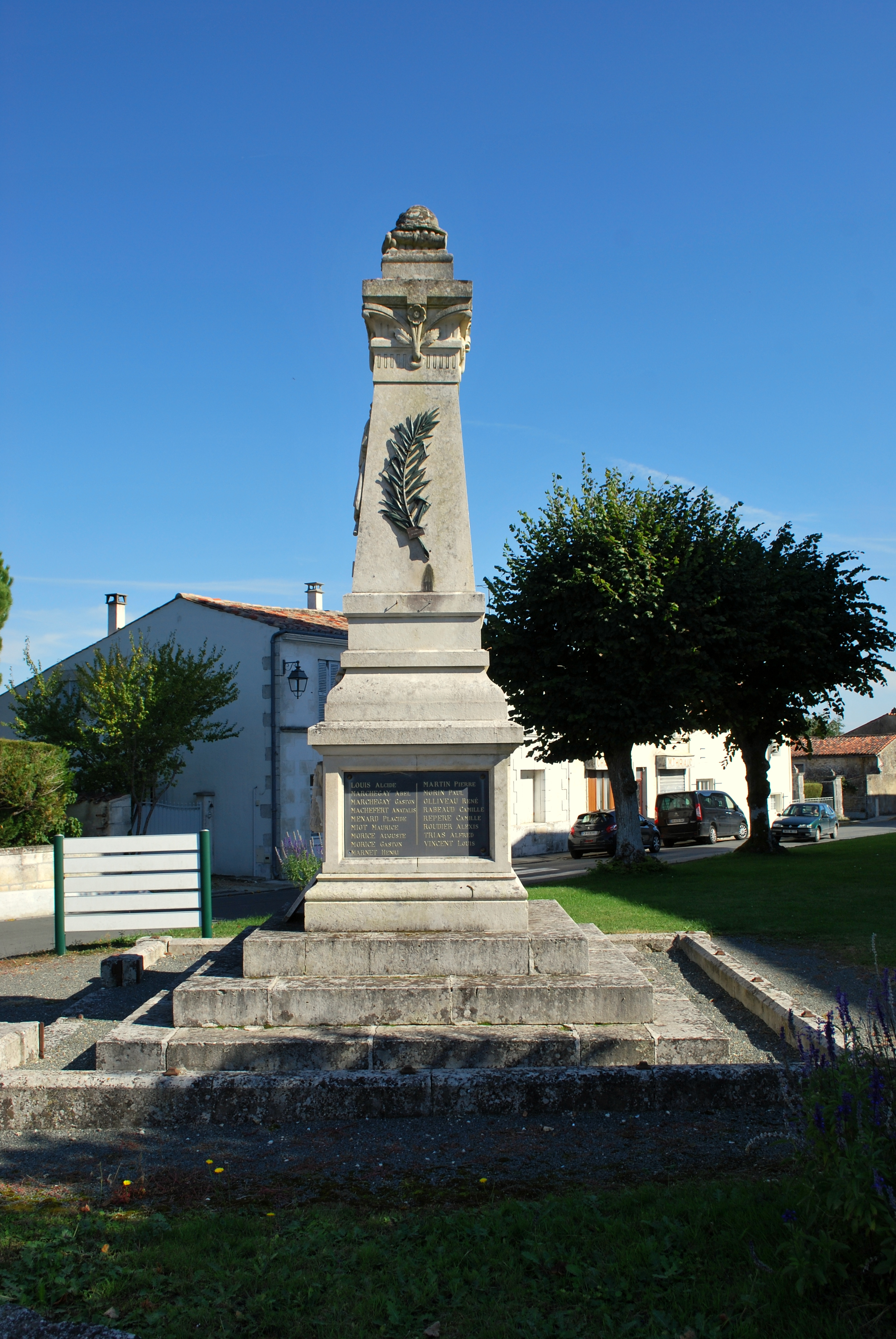
... et sa liste de Morts pour la France

## Pour approfondir